# 阿史那皇后
阿史那皇后（あしなこうごう、551年 - 582年）は、中国の北周の武帝の皇后。突厥の出身。

## 経歴
突厥の木汗可汗の娘として生まれた。木汗可汗は柔然を滅ぼした後、ゴビ砂漠以北の土地の多くを支配下に置いた。西魏の宇文泰は東魏や北斉と争うため、木汗可汗の援助を借りた。北周の武帝が即位すると、北周と突厥の間に数回の使者の往来があり、彼女が武帝の許に嫁ぐことが決められた。565年2月、北周の陳国公宇文純・許国公宇文貴・神武公竇毅・南安公楊薦ら120人が、彼女を迎えるため木汗可汗の牙帳に赴いた。時に木汗可汗は北斉に対しても娘の婚姻を約束していた。宇文純らは信義を説いて履行を求めたが、木汗可汗は履行しようとしなかった。たまたま落雷と大風が起こって、木汗可汗の穹廬を突風で吹き飛ばしたため、木汗可汗はこれを天の譴責であると考え、礼をもって彼女を送りだした。568年3月、彼女は長安に到着して、武帝に迎えられて婚儀を挙げ、皇后に立てられた。
578年5月、宣帝が即位すると、皇太后に立てられた。579年2月、称号を天元皇太后と改められた。580年2月、天元上皇太后と改められた。5月、宣帝が死去すると、静帝により太皇太后に立てられた。582年4月23日、32歳で死去した。諡を徳といった（夫の諡を被せて武徳皇后と号される）。隋の文帝は礼をもって彼女を葬るよう命じ、4月29日に孝陵に合葬された。

## 人物
『周書』と『北史』には美貌であったと伝わり、武帝に重んじられることを記している一方、『唐高祖実録』には容貌は醜く、寵愛は薄いとある。後者はより信憑性が高いと考えられている。

## 伝記資料
- 『周書』巻九 列伝第一 皇后
- 『北史』巻十四 列伝第二 后妃下
- 北周武徳皇后阿史那氏墓誌